# Can Rovira (Sant Hilari Sacalm)
Can Rovira és una casa habilitada com oficina de turisme de Sant Hilari Sacalm (Selva) inclosa a l'Inventari del Patrimoni Arquitectònic de Catalunya.

## Descripció
Edifici utilitzat actualment com a oficina de turisme, que està situat al nucli urbà, a la plaça del Dr. Robert, s/n.
És un edifici de tres plantes, amb coberta a doble vessant en teula àrab.
A la planta baixa hi ha la porta d'accés que és adovellada i amb arc rebaixat. Al primer pis hi ha quatre finestres rectangulars i amb llinda monolítica, segurament, les dues centrals, originàriament, debíen obrir-se a una balconada. La resta de llindes de l'edifici són també amb llinda de pedra.
Just al davant de l'edifici hi ha una pintura mural que recorda la llegenda de "les estovalles de Can Rovira" que representa l'expropiació d'un Rovira de les estovalles als encantats de la Roca d'en Pla, la dificultad d'aquesta expropiació es veu reflectida en la desproporció que hi ha entre els elements de la taula i el personatge que les vol robar.

## Història
Els propietaris de la casa eren els Rovira, una de les famílies més poderoses de Sant Hilari, fins que no deixaren descendència. La casa existia al segle xiv, tot i que la construcció actual, que ocupa una illa de cases, és el resultat d'una reforma del segle xvii
L'edifici està construït sobre terres de l'antic Domus de Rovira.
De la Casa de Can Rovira s'expliquen moltes coses, segurament degut a la seva riquesa. La llegenda més famosa és la de “les tovalles de Can Rovira”. Segons diu la llegenda, l'hereu Rovira les havia pres als encantats que vivien en un palau subterrani a la Roca d'en Pla. Qui posseís les tovalles mai seria pobre i a més, tenien la virtut de desfer les tempestes si s'estenien quan en venia una, però per mantenir aquesta virtut calia beneir-les cada any el dissabte de Passió.
Can Rovira fou comprat i rehabilitat per l'Ajuntament i actualment és la oficina de turisme.